# Стрельцов Кирило Костянтинович
Кирило Костянтинович Стрельцов (27 лютого 1996 , Москва ) - російський біатлоніст, чемпіон Росії, неодноразовий чемпіон світу серед юніорів.

## Життєпис
Біатлоном займається від 2008 року, особистий тренер - Стрельцова Наталія Борисівна. Представляє місто Москву, вихованець СШОР «Юність Москви».

### Юніорська кар'єра
Від 2014 року брав участь у юніорських чемпіонатах міжнародного рівня. Чотириразовий чемпіон світу серед юніорів, зокрема тричі в естафеті (2015, 2016, 2017), а також в індивідуальних перегонах (2015). 2015 року в перегонах переслідування та 2017 року в спринті здобув срібні медалі. 2017 року став срібним призером чемпіонату Європи серед юніорів в індивідуальних перегонах. На юніорському чемпіонаті світу з літнього біатлону 2015 року здобув бронзову медаль у змішаній естафеті.
Перемагав на етапах Кубка IBU серед юніорів в особистих та командних дисциплінах. Володар Кубка IBU серед юніорів 2016-2017 у загальному заліку, а ще став володарем малих кубків у спринті та індивідуальних перегонах. За підсумками сезону 2015-2016 посів 2-ге місце в загальному заліку.
Неодноразовий чемпіон Росії в молодших вікових категоріях.

### Доросла кар'єра
У сезоні 2017-2018 став чемпіоном Росії у марафоні. Срібний призер чемпіонату Росії з літнього біатлону 2017 в естафеті.
У Кубку IBU дебютував наприкінці сезону 2016-2017 на етапі в Отепяе, у дебютному спринті посів 41-ше місце, а в других перегонах, також спринті, набрав перші залікові очки, фінішувавши 33-ім. У сезоні 2017-2018 взяв участь в останньому етапі Кубка IBU в Ханти-Мансійську, найкращий результат за сезон - 16-те місце в індивідуальних перегонах. У сезоні 2019-2020 двічі потрапляв на п'єдестал перегонів Кубка IBU в особистих дисциплінах (треті місця у перегонах переслідування та суперспринті).

## Результати за кар'єру

### Кубки світу
- Найвище місце в загальному заліку: 62-те 2020 року.
- Найвище місце в окремих перегонах: 17-те.

#### Підсумкові місця в Кубку світу за роками
| Сезон     | Заг. залік | Спринт | Перегони пер. | Інд. перегони | Мас-старт |
| 2019-2020 | 62         | -      | -             | 37            | 40        |